# Młodzieszyn
Młodzieszyn ist ein Dorf sowie Sitz der gleichnamigen Landgemeinde im Powiat Sochaczewski der Woiwodschaft Masowien, Polen.

## Gemeinde
Zur Landgemeinde Młodzieszyn gehören folgende 21 Ortschaften mit einem Schulzenamt:
Adamowa Góra
Bibiampol
Bieliny
Helenka
Helenów
Januszew
Juliopol
Justynów
Janów
Kamion
Leontynów
Marysin
Mistrzewice
Młodzieszyn
Młodzieszynek
Nowa Wieś
Radziwiłka
Rokicina
Ruszki
Stare Budy
Witkowice
Weitere Orte der Gemeinde sind Kamion Mały, Kamion Podgórny, Nowe Mistrzewice, Nowy Kamion, Olszynki und Skutki.